# ساي يامانكا
ساي (باليابانية: サイ) هو إحدى شخصيات عالم النينجا الخيالي الذي إبتكره ماساشي كيشيموتو في سلسلة مانغا وأنمي ناروتو؛ ساي هو عضو في مجموعة مستقلة مبادة تدعى أنبو ساي وهو من الشينوبي المقاربين لعمر ناروتو أوزوماكي وساسكي أوتشيها يتخصّص في النينجتسو كما انه وكيل سريّ أرسل من قبل الجد دانزو لاختراق الفريق السابع كبديل لساسكي. الاسم «ساي» خصّص فقط لمهمّة بلاد العشب، ولد في 25 نوفمبر ضمن شخصيات المانغا من مواليد برج القوس، كما انه يقطع في الغالب من بقيّة العالم. لكن يوجد في ساي شئ غريب وهو انه لا يستطيع تذكر اسمه الأصلي. مهمّته وهدفها الكامل كان لقتل ساسكي بسبب خطره المفترض على كونوها، لكن بعد ان عرف الرابطة التي تربطه بنارتو، يقرّر ساي ضدّ هذا، بدلا من ذلك يصرّح بأنّه يتمنّى أن يحمي تلك الرابطة بإنقاذه من أوروتشيمارو. عندما أصبح جزء من نجاح الفريق السابع.
الظهور الأول لشخصية ساي في المنجا في الفصل 281، وفي الأنمي من الحلقة 34 من ناروتو شيبودن، وفي الأفلام ناروتو شيبودن الخامس.

## بطاقة التعريف
| المعلومات الشخصية |

| الانتماء |

| أفراد العائلة المعروفة |

## خلفية
يتوجّه ساي دائما إلى المكتبة لقراءة الكتب على تحسين العلاقات مع الناس. (كتاب لتعلم الاجتماعيات)، يقرأ عن كم كنيات يمكن أن تصوغ بعض الألفة مع الآخرين الغير متأكدة كيف تعطي كنيات الناس، ويستشير ساكورا وناروتو للمساعدة. ينصح ساي ساكورا لإستعمال الخصائص الذي يجيب ساي بدعوتها حتى الآن لفريق السابع.

### مبارزة أوروتشيمارو
عندما جاء أوروتشيمارو لانقاذ كابوتو فقابله في الميدان كل من ناروتو وساي وساكورا ناروتو حينها يفتح ناروتو أربعة اذيل فتأتي ساكورا لتنقذه فيضربها وتقع من جسر فيقول ياماتو لساي اتقذها فيرفض في البداية، ثم يخرج لفيفته وقلمه وحبره ويرسم طائر كبير ثم يخلقه ويركب فوقه ويذهب لانقاذ ساكورا. يستخدم أيضا سيف قصير مثل السلاح الذي يبقى على ظهره دائما.
بعد نهاية المبارزة التي بين ناروتو وأوروتشيمارو، يواجه ساي أوروتشيمارو ثم يرمي اوروتشيمارو السيف فيأتي على قلب ساي فيتلاشى تدريجيا ولا يتأثر بشيء (وهذة التقنية تسمى بتقنية «الحبر» ويستطيع إتقانها كل من اوروتشيمارو والهوكاجي الثالث).

### إدعائه الإنتحار
في ظهور له انه شنق نفسه في شجرة، ويكتشف ياماتو ان ساي شنق نفسه من شجرة، ميتة، لكن في الفصل التالي من المانغا يكتشف انه ما زال حيّ، وما زال هاربا مع أوروتشيمارو وكابوتو، حيث أن الجسم كان جسما مزيفا متقنا خلق من قبل تقنية كابوتو، وياماتو قادر على معرفة الطبيعة الحقيقية للجسم بسبب ظهور غير طبيعي من التخييط حول رقبة الجسم التي منها هي علّقت.

### إسقاط ساي كتاب رسماته
أسقط ساي كتاب رسماته وتركه بأشيائه حتى وجده ياماتو وساكورا وناروتو. وهو يحتوي على رسوم غامضة لساي وأخّوه الأكبر سنّا المفترض يكبران ويمرّان بقفاز الأعداء. في كلّ صورة تالية، أخذ ساي الأسلحة ودرع معارضه السابق. الصفحات المركزية، حيث انهم اكتشفوا. إنّ الصفحة اليسرى فارغة جدا، من المحتمل لأن أخّ ساي مات، بينما الصفحة الصحيحة لها صورة ساي في ملابس انبو كامل، فقط بدون وجه. إنّ المعنى الحقيقي هذا مجهول إليهم، وبالتالي فان اوروتشيمارو اعاد ساي إلى مخبأه، ساي يقدّم إلى ساسكي نفسه، الذي يتدرّب تحت أوروتشيمارو لمدة السنتين ونصف. ساسكي يبدو بلا مبالاة إليه، يظهر سخطا نحو أوروتشيمارو. عندما ساي يذكر بأنّه ربّما على طول المدى مع ساسكي من أنّه عمل مع ناروتو، ثمّ يطلب كابوتو للبدء في جعل كتاب البنجو (كتاب البنجو يضم عددا من المجرمين الفارين من بلادانهم بسبب ارتكابهم للجرائم واعلانهم الخيانة لقريتهم) من المعلومات التي احتوتها رسالة دانزو، معلومات كاملة على أي انبو مباشرة تحت سيطرة الهوكاجي. ثم يقود كابوتو ساي إلى غرفة ضمن المخبأ ويقفل الباب. ثم يخرج ساي كتابا عنما تأكد ان كابوتو ذهب، حيث أن ساي عندما يسمع صوت عند الباب، يخفي ساي الكتاب بسرعة في حقيبته. يظهر الصوت ياماتو يفتحه يستعمل مفتاح عبور خشبي شكّل يدّه (تقنية قوية لدى ياماتو)اما بقيّة فريق كاكاشي، الذي أخترق مخبأ أوروتشيمارو وتعقّب ساي من قبل خشب الذي زرعه ياماتو في وقت سابق على جسمه.
تقول ساكورا بأنّ الشينوبي لا يمكن أن يكون قاس جدا، ويستعمل ارتباط ساي إلى كتاب فنّه كوصلة إلى أخّيه كمثال. يذكر ياماتو بأنّ دانزو طبّق تدريب خاصّ لإزالة العواطف في 'ساي'. هذا التدريب كان مشابه لامتحان التخّرج السابق لكيريجاكور، الذي فيه الزملاء الطلبة، أو أفراد العائلة في هذه الحالة، كان لا بدّ أن يحارب بعضهم البعض إلى الموت. ساي أنكر هذا وإدّعى بأنّ أخّاه مات من المرض فقط، والكتاب كان يفترض أن تكون هدية له. علاوة على ذلك، إدّعى بأنّه وأخّاه لم يتعلّق به بالدمّ، هم كانوا مجرّد يتيمان اللذان وجدا ولذلك لديهم إتّصال قوي بين بعضهم البعض. يقول بأنّ الكتاب غير منهي لأن ينسى ما أراد وضع هناك بعد أن مات أخّاه.

### محاولة إيجاد ساسكي
بعد عودتهم إلى السطح، يربط فريق كاكاشي ساي فوق يتركه تحت هيئة رقابة إحدى موكو بنشينس ياماتو. ناروتو يصرّح بأنّهم سيذهبون لانقاذ ساسكي الآن. وهنا يشك ساي في نجاحهم، ويصرّح بأنّه قد قابل ساسكي، الذي لن يهتمّ بناروتو. فيذهبون بعده، أوروتشيمارو سيهزمهم ويستعملهم لتجاربه. وهو يسأل ناروتو لماذا هو راغب لمعارضة أوروتشيمارو حتى إذا هو لم يؤمر للعمل ذلك. ناروتو يردّ بأنّه كان يكره ساسكي، لكن الآن شكّل صداقة به بمرور الوقت بسبب تجاربهم المشتركة. ساي ما زال يشكّ في نجاحهم ضدّ أوروتشيمارو، لكن ناروتو يصرّح بأنّه يعمل مهما كلّف الأمر لإسترجاع ساسكي.
لفريق كاكاشي إنشقّ إلى زوجين؛ ساي مع ناروتو من الأعلى، وساكورا مع ياماتو، وبعد انهيار ناروتو داخل العرين ينتظر أن يتعب، إقترح ساي بأنّهم يجب أن يرتاحوا أثناء هذه الفترة، حيث قال ساي بأنّ ناروتو ذكّره باخّيه، وهو كان في تلك اللحظة عندما تذكّر أخيرا كيف يرسم الصورة النهائية في كتابه. يسحب أخّاه ونفسه تشابك بالأيادي والابتسامة بينما كلاهما يلبسان أزياء أي انبو. هذا يظهر لجلب ابتسامة فعلية إلى وجهه.

### موافقة ساي للانضمام بفريق كاكاشي
أعطى ساي ترييح كلمات إلى ساكورا وناروتو بعد أن أدركوا بأنّ ساسكي إختفى. وبعدها قُبل ساي بالفريق كاكاشي كرفيقهم. على العودة إلى كونوها، وقد قرّر ساي الإستمرار باستعمال هذا الاسم، ومطلوب للبقاء بالفريق السابع، على الرغم من بعض الاعتراضات البسيطة من دانزو. في بيته يتذكّر ما ناروتو أخبره به ويستعيد عواطفه، ثمّ يدعو إليه للطلوع على مهمّتهم القادمة سوية. يترك بيته للانضمام إلى ناروتو، ساكورا، وياماتو على مهمّتهم الجديدة، لكن ليس قبل وضع اللفيفة أمام نافذته التي تقول «الأصدقاء».

نموذج للفافات الورق التي يستخدمها ساي في تقنياته

## تقنياته
- تقنية الحبر الأولى: تسمى ننبون تشوجي قيقا وهي تقنية هجومية وهي باستخدام الحبر ورسم اسود في ورقه ثم يقوم باستدعائها.
- تقنية الحبر الثانية: تسمى سومي بونشن نوجتسو وهي تقنية النسخ بالحبر وهي تقنية دفاعية.
- خلق الرسم: تسمى سومي ناغاشي نوجتسو وهي تقنية هجومية يقوم فيها ساي برسم افاعي وتمسك بالخصم بقوه بحيث تمنعه من التحرك.
- نقل الحبر الخفي تسمى سومي كازومي نوجتسو.